# Virgilio
Virgilio (lombardul Vergìli) kisváros (comune) Olaszországban, Lombardia tartományban, Mantova megyében (Provincia di Mantova). Mantova városától 4 kilométerre délre található. Lakosainak száma 10 000. A település négy falu (Bellaguardia, Cerese, Parenza és Pietole) egyesítésével jött létre 1805-ben Quattroville néven. Mai nevét 1883-ban kapta Vergilius (olaszul Virgilio) tiszteletére, aki a hagyomány szerint itt született, Pietole faluban (ókori nevén Andes). A községben jelentős élelmiszeripari, gépgyártó és gumielőállító üzemek találhatóak. 2014-ben egyesült Borgofortéval, létrehozva Borgo Virgilio települést.